# Pápa
Pápa (v němčině též v historických zdrojích Poppa) je město v západním Maďarsku, v župě Veszprém. Žije zde přibližně 29 tisíc obyvatel. Centrum Pápy je významné zachovalou barokní architekturou. Nachází se zde termální lázně. Město je častým turistickým cílem.

## Poloha a přírodní poměry
Pápa se nachází 42 km jižně od Győru a 95 km jihovýchodně od Bratislavy a 120 km západně od Budapešti. Jihovýchodně od města leží pohoří Bakoňský les s nejvyšší horou Kőris-hegy 709 m n. m. 
Městem neprotéká žádná větší řeka, 10 km severozápadně od Pápy se nachází říčka Marcal. Východně od centra protéká Tapolca-patak, jeho průběh toku se nicméně v průběhu staletí měnil, také i v souvislosti s těžbou bauxitu v okolí. Jihovýchodně od města se rozkládá pohoří Bakoňský les s kopcem Kőris-hegy.

## Název
Slovo Pápa označuje v maďarštině doslova papeže. Název však nevznikl podle úřadu pontifika. Existuje několik teorií, jak město přišlo ke svému názvu. György Enessey například ve své práci publikované v roce 1799 odvodil název města od starého maďarského slova pro hrb, odkazující na vybudování historického jádra na pahorku. Místní historikové se zase domnívají, že odkazuje na název bavorského vojevůdce se jménem Popo. To dokazuje také středověký německý název města, který zněl Poppo nebo Poppa.
Kromě toho existuje řada místních příkladů lidové etymologie, podle níž vznikl název města skutečně od papeže. Ten nejznámější odkazuje na rok 1735, kdy při celkové obnově Uher po válkách s Turky uherský král zvolal "Ecce papa misit mihi coronam" neboli "Hle, papež mi poslal korunu" (papežem byl míněn tehdejší Silvestr II.) 

## Historie

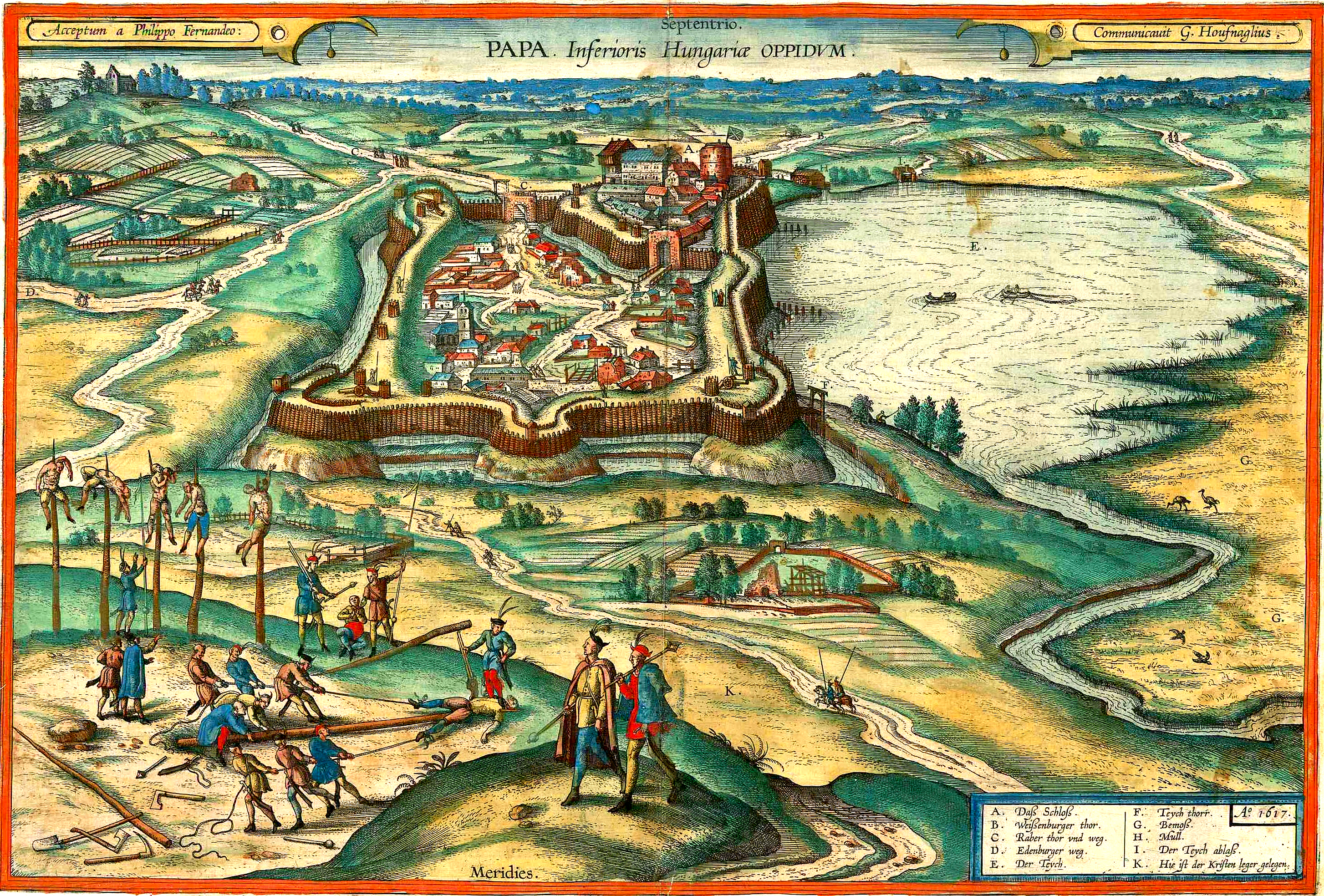
Pápa v roce 1617

V okolí dnešního města byly nalezeny pozůstatky staršího keltského osídlení. První písemná zmínka o místě pochází z roku 1214 v darovací listině. Latinský text uvádí viam, quae venit de Papa. Ve 13. století byla obec již sídlem arcibiskupství. V období vrcholného středověku získalo statut města s tržním právem.
Na rozdíl od většiny měst tehdejších Uher nebylo dobyto Turky, byť ti jej v závěru 16. století získat po pádu Győru usilovali. I přes obléhání se jim jej však získat nepodařilo a to se mohlo rozvíjet stranou většího plenění a ničení po celé 16. a 17. století. První útok se zde odehrál roku 1543. Vzhledem k tureckému nebezpečí byla nicméně Pápa již v první polovině 16. století opevněna. Opevnění nicméně nebylo dokončeno, bylo setrvale ničeno a souvisle a neustále opravováno.
Rychle se stalo jedním z nejvýznamnějších center protestantismu v oblasti západně od řeky Dunaje.[zdroj?] První reformovaný kostel zde již stál v roce 1531. Přítomné zde byly ale také katolické řády; roce 1475 do Pápy přišli františkáni a roku 1638 potom pauláni. V této době bylo město opevněno; hradby doplňovaly bastiony přesně dle zvyklostí a opevňovacích technik doby baroka. Barokně byla rovněž přestavěna i místní pevnost a to do podoby zámku. Ten patřil rodu Esterházyů. 
Mapy prvního vojenského mapování zaznamenaly Pápu jako opevněné město, k němuž ze severovýchodní strany přiléhal tok potoka. Zástavba se již šířila mimo městské opevnění. V prostoru dnešního hřbitova se nacházel kalvarijní vrch. 
Dne 12. června 1809 se v blízkosti města odehrála bitva mezi Francouzi a Rakušany jako součást napoleonských válek. V závěru 19. století byla Pápa již vyhlášená v Uhrách jako studentské město. Pápa se postupně rozšiřovala a modernizovala. V roce 1842 zde vznikl jeden městský úřad[zdroj?]. Později byly zbořeny také hradby. Jediným pozůstatkem jsou místní názvy, které na ně odkazují (např. sídliště Bastya lakótelep) připomínající původní baštu na jihozápadní straně města. Na mapách druhého vojenského mapování již hradby zcela zmizely, nahradily je nové domy a ulice. Již je zde patrná železnice s nádražím a dále zámecký park a severně od něj zahrada. Společenský život v polovině 19. století reprezentoval hostinec Griff, kde sepsal Sándor Petőfi, student z Pápy, svou báseň "Barva a skutečnost". Konaly se zde také velké společenské akce a hudební večery.
V letech 1929 až 1945 (a poté také nějakou dobu po druhé světové válce) byla Pápa hlavním městem župy, později byla městem okresním. V 30. letech 20. století byla zbořena původní budova Jókaiova divadla a na jeho místě byl postaven kostel reformované církve. Vysvěcen byl až za války. Roku 1939 byl (již podruhé, první se objevil roku 1895) vypracován projekt, který počítal s přestavbami některých ulic v centru města (a jejich narovnáním), nakonec ale zůstalo jen u projektu a historické centrum se uchovalo v původní podobě do současnosti.
Kromě deportace a holokaustu Židů znamenala druhá světová válka pro město katastrofu také v podobě rozsáhlých materiálních škod. Zničeny byly některé paláce a také historický archiv s celým svým hodnotným fondem. Místní synagoga nicméně válku přežila, byť byla značně poškozena. Po druhé světové válce se město rozšiřovalo prostorově převážně jižním směrem, kde později vzniklo i jedno menší panelové sídliště.
V roce 1989 získala Pápa cenu Jánose Hilda za obnovu svého barokního dědictví.
V letech 2011 až 2013 se uskutečnila rekonstrukce hlavního náměstí v Pápě. O dva roky později byl obnoven i zámek Esterházyů. Dle statistiky z počátku 21. století vznikla většina bytů a domů v Pápě ve století dvacátém; stálo zde zhruba 12,5 tisíc ebytů.

## Obyvatelstvo
Velká část obyvatel jsou potomci německých osadníků, kteří do města přišli v 18. století. Ve sčítání lidu v roce 2011 uvedli místní národnost následujícím způsobem: 83,3 % jako maďarskou, 1,3 % jako německou a 1,7 % jako romskou. 16,3 % obyvatel odmítlo národnost uvést. 43, 8 % obyvatel Pápy se hlásí k římskokatolické církvi, 11,8 % k reformované církvi, 6,8 % k luteránství, 8,9 % potom neuvedlo konfesi a 27,8 % odmítlo hodnotu uvést.
Židé se zde směli usazovat od roku 1748 a vznikla zde třetí nejvýznamnější židovská komunita v Maďarsku. Zdejší synagoga pochází z roku 1846. V roce 1880 zde žilo 3 550 židů a tvořili tak 24,2 % obyvatel města. Po německé okupaci v roce 1944 byli uvězněni v ghetu a pak přemístěni do tábora, který byl ustanoven v místní továrně. Přes 2 500 jich bylo deportováno do koncentračního tábora v Osvětimi, odkud se vrátilo méně než 10 %.
V druhé a třetí dekádě 21. století žilo v Pápě také nemalé množství zahraničních pracovníků, kteří se soustředí v určitých lokalitách ve městě.

## Ekonomika

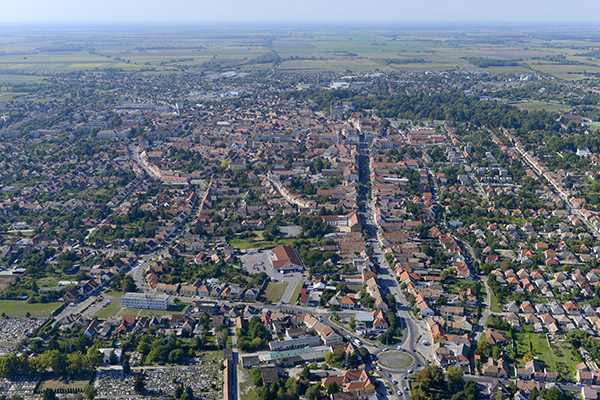
Letecký pohled na město.

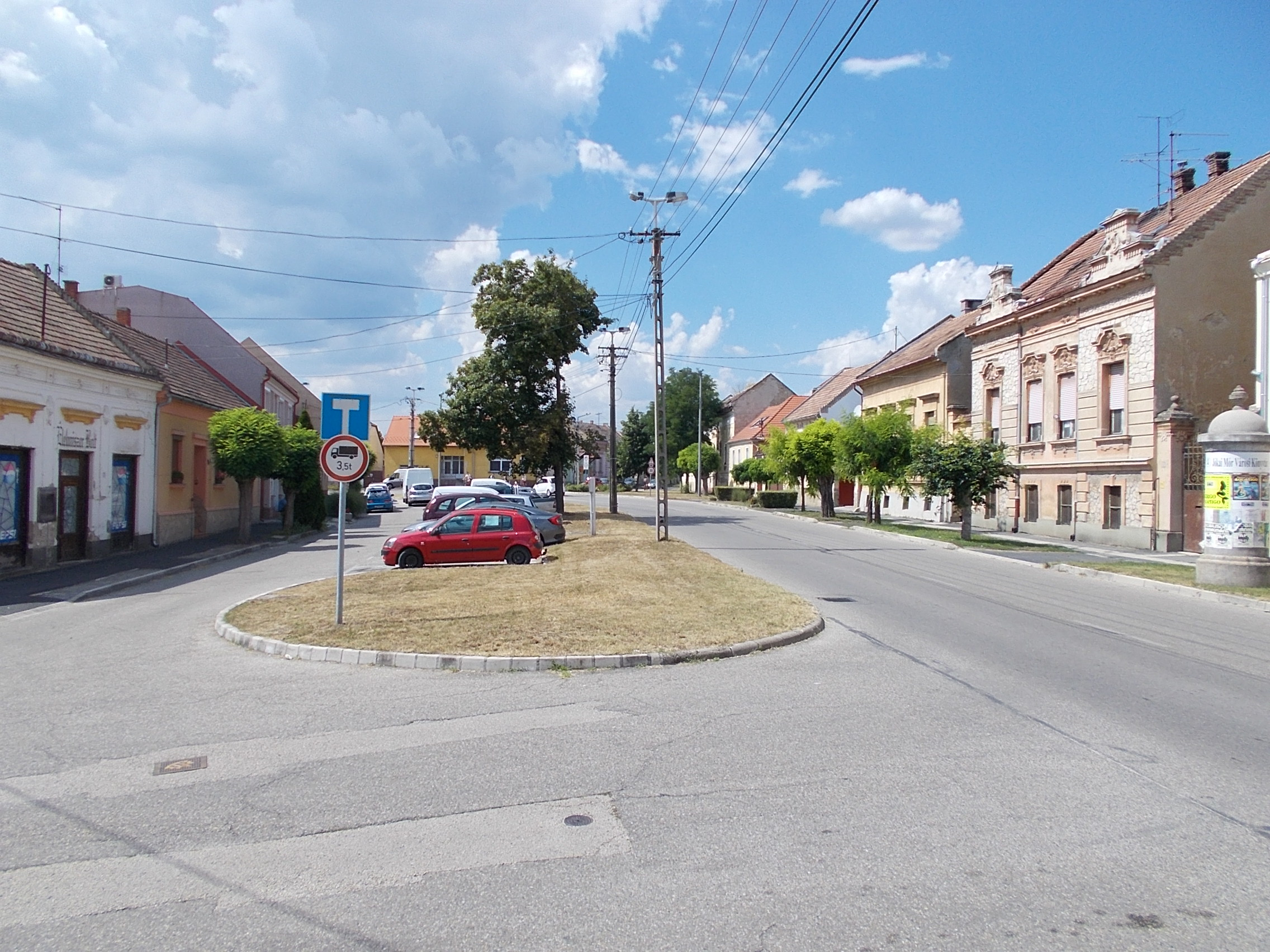
Náměstí v Pápě.

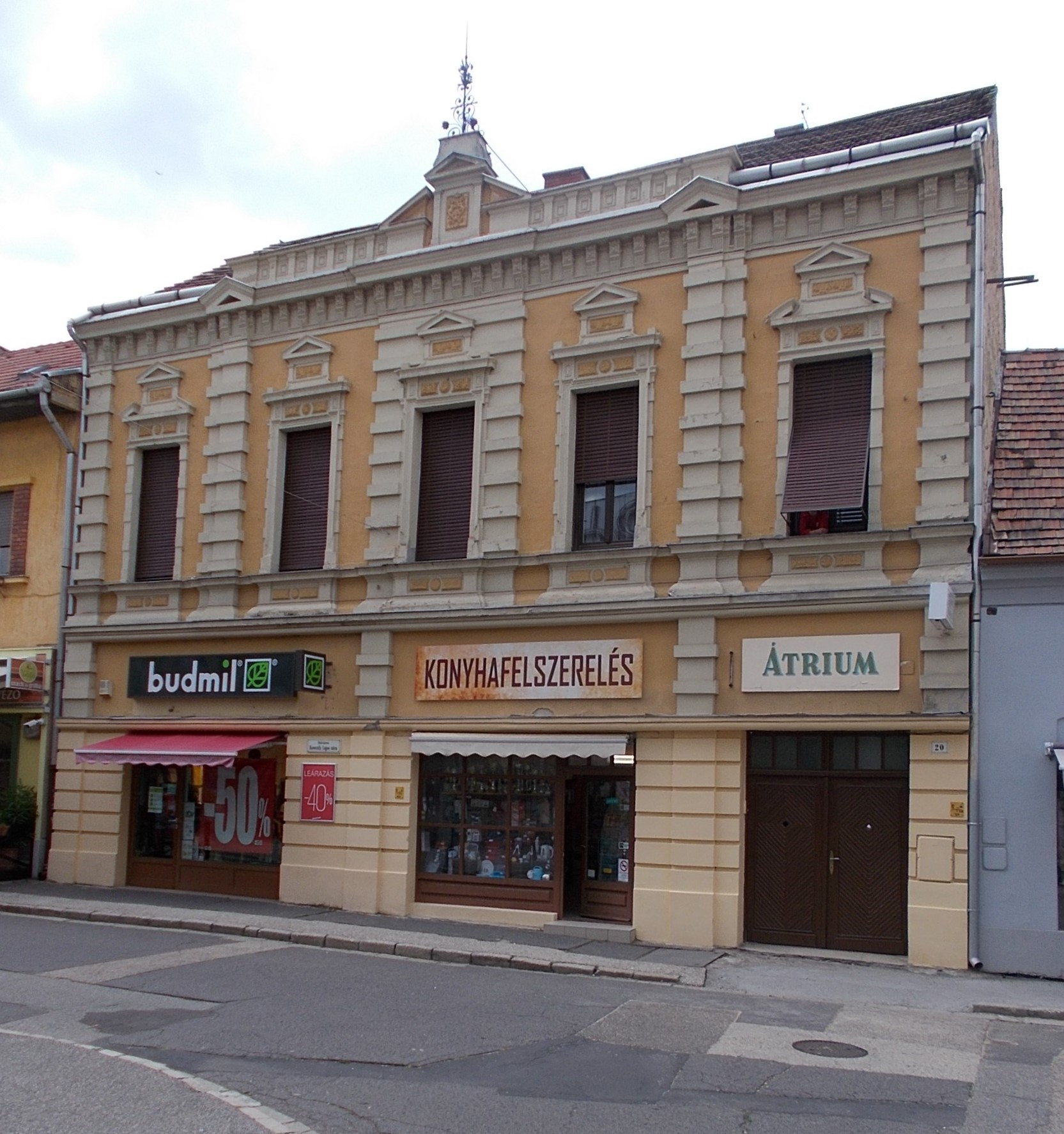
Městský dům na Kossuthově třídě.

Město bylo hlavním centrem vinařské oblasti Nagy-Somló. V místních průmyslových oblastech sídlí společnosti, které jsou dodavateli pro automobilový průmysl.

## Kultura a pamětihodnosti
Hlavní kostel na náměstí vystavěl rodák z Mikulova Jakab Fellner v letech 1774–1786 a je vyzdoben freskami rakouského malíře Franze Antona Maulbertsche. Tzv. Bílý kostel postavili roku 1744 Pauláni a později byl v užívání benediktinů.
Další církevní stavbou v Pápě je františkánský kostel, který pochází z let 1678–1680.
Nejstarší budovou ve městě je tzv. Korvínův dům (maďarsky Korvin-ház). Pochází z přelomu 15. a 16. století. Na hlavním náměstí stojí také barokní dům Zichy ház z 18. století. V centru se také nachází ještě Petöfiho dům a synagoga.
Budova Starého kolegia se proslavila tím, že v ní studoval Sándor Petőfi. Dnes nese ulice, ve které dům stojí, jeho jméno.
Zámek Esterházyů patřil stejnojmennému rodu a stojí na místě bývalého hradu z let 1408–1432. Během Rákócziho povstání byl zničen a v roce 1717 začala výstavba nového barokního zámku. Stavba řízená architektem Franzem Antonem Pilgramem byla dokončena roku 1743. Součástí zámku, který dnes stojí v samotném středu města, je také park (maďarsky Várkert). V jeho blízkosti se nachází i termální lázně (maďarsky Várkert Fürdő).
V Pápě stojí také malířské muzeum (maďarsky Kékfestő Múzeum). (doslova "muzeum modré malby") a dále kulturní centrum Móra Jókaie zahrnující divadlo. Stojí v Alžbětiných sadech, přiléhajících k centru města.

## Zajímavosti
V blízkosti Pápy se nachází vojenské letiště (maďarsky MH Pápa Bázisrepülőtér), které slouží pro potřeby maďarského letectva. Mimo jiné zde v roce 2009 vznikla základna NATO pro letouny C-17 Globemaster.
Den města je připomínán 16. dubna na počest svobodných voleb v roce 1848.

## Doprava
Pápa je regionálním dopravním uzlem. Městem prochází několik železničních tratí, např. železniční trať Győr – Celldömölk nebo trať Pápa – Csorna. Do roku 2007 byla v provozu i regionální trať do Tatabányi. Hlavní nádraží stojí v severní části Pápy.
Hlavní silnice, která sem směřuje, vede z města Győr přes Pápu do Veszprému a blíže k Balatonu (Blatenskému jezeru). Má číslo 83. Střed města obchází po obchvatu, který je veden po jeho západní straně. Výhledově má do Pápy vést i dálnice M83, která byla v roce 2022 ve výstavbě.

## Sport
V Pápě hraje fotbalový tým Pápai PFC.

## Osobnosti
- Johann Palfy von Kanizsay (1585–1641), protestantský teolog
- Johann von Zimmermann (1820–1901), německý zámečník, vynálezce a podnikatel
- Josef Moeller (1848–1924), lékař
- Raphael Breuer (1881–1932), rabín
- Isaac Breuer (1883–1946), filozof, představitel ortodoxního judaismu
- Josef Somló (1884–1973), filmový producent
- Zoltán Horusitzky (1903–1985), skladatel, klavírista a hudební pedagog
- Andrew Laszlo (1926–2011), kameraman
- Zsuzsa Vathy (1940–2017), spisovatelka
- Csaba Vadász (* 1960), zápasník
- Ferenc Gyurcsány (* 1961), maďarský premiér (2004-2009)
- Norbert Mészáros (* 1980), fotbalista
- Éva Orbán (* 1984), kladivářka
- László Kövér (* 1959), politik
- Beck Ödön Fülöp (1873–1945), sochař židovského původu
- László Ürge, fotbalový komentátor
- Sándor Tóth, (1904–1980), umělec a učitel
- József Ruzitska (1775–asi 1823), hudební skladatel

## Partnerská města
- Kampen, Nizozemsko
- Gorlice, Polsko
- Schwetzingen, Německo
- Leinefelde, Německo
- Casalecchio di Reno, Itálie
- Covasna (město), Rumunsko
- Hurbanovo, Slovensko
- Lučenec, Slovensko
- Vyškovo, Ukrajina
- Ejlat, Izrael

## Galerie

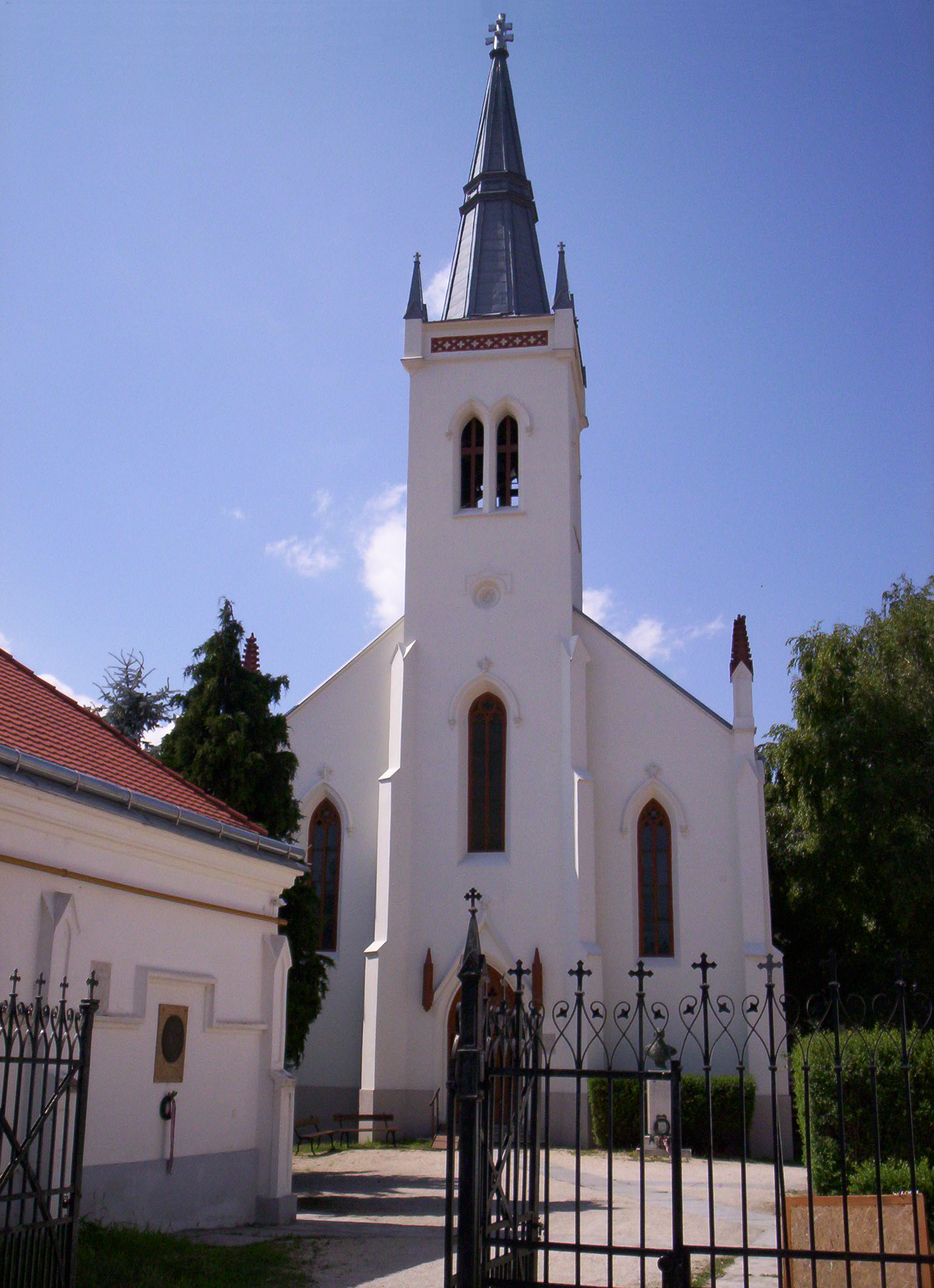
Luteránský kostel
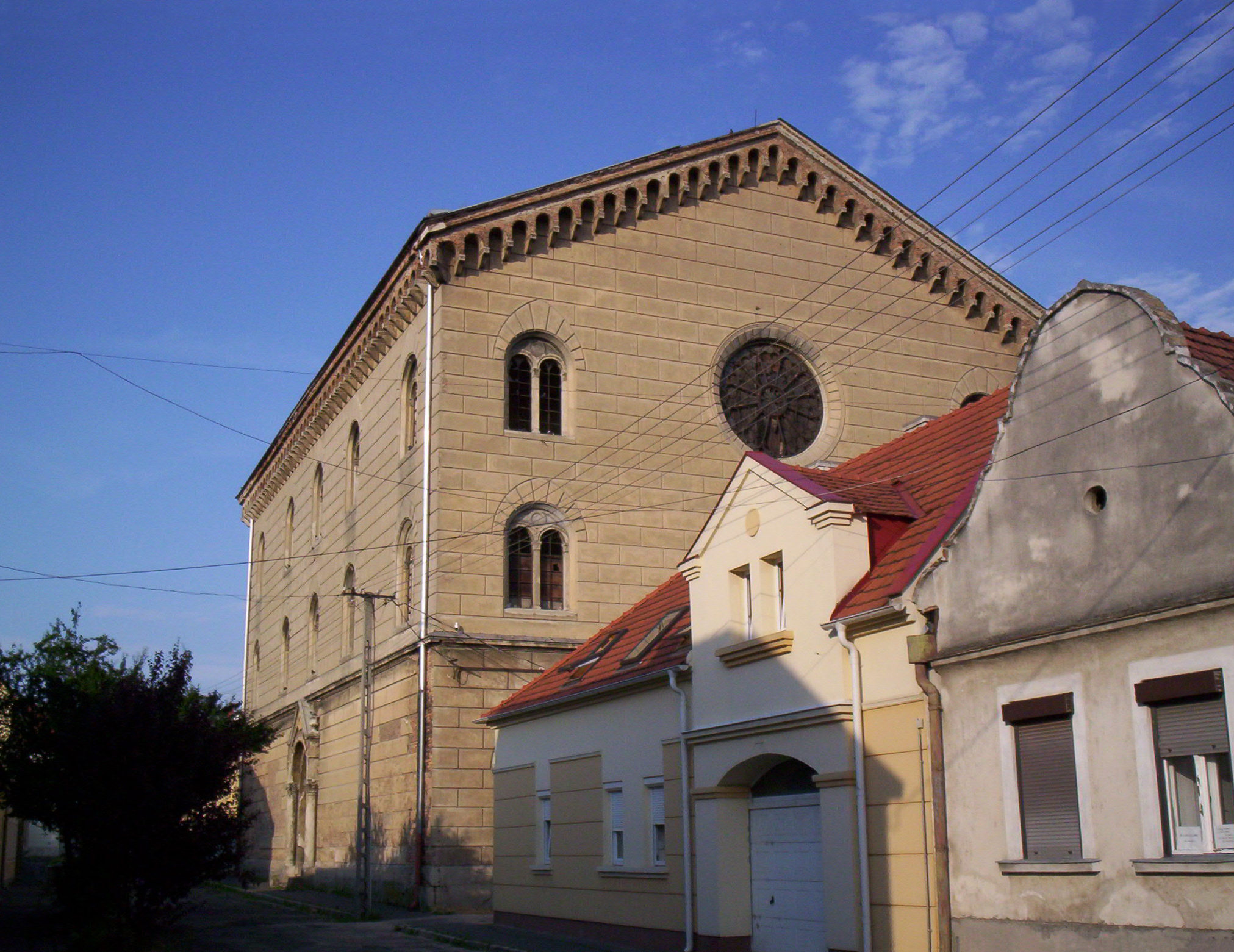
Synagoga
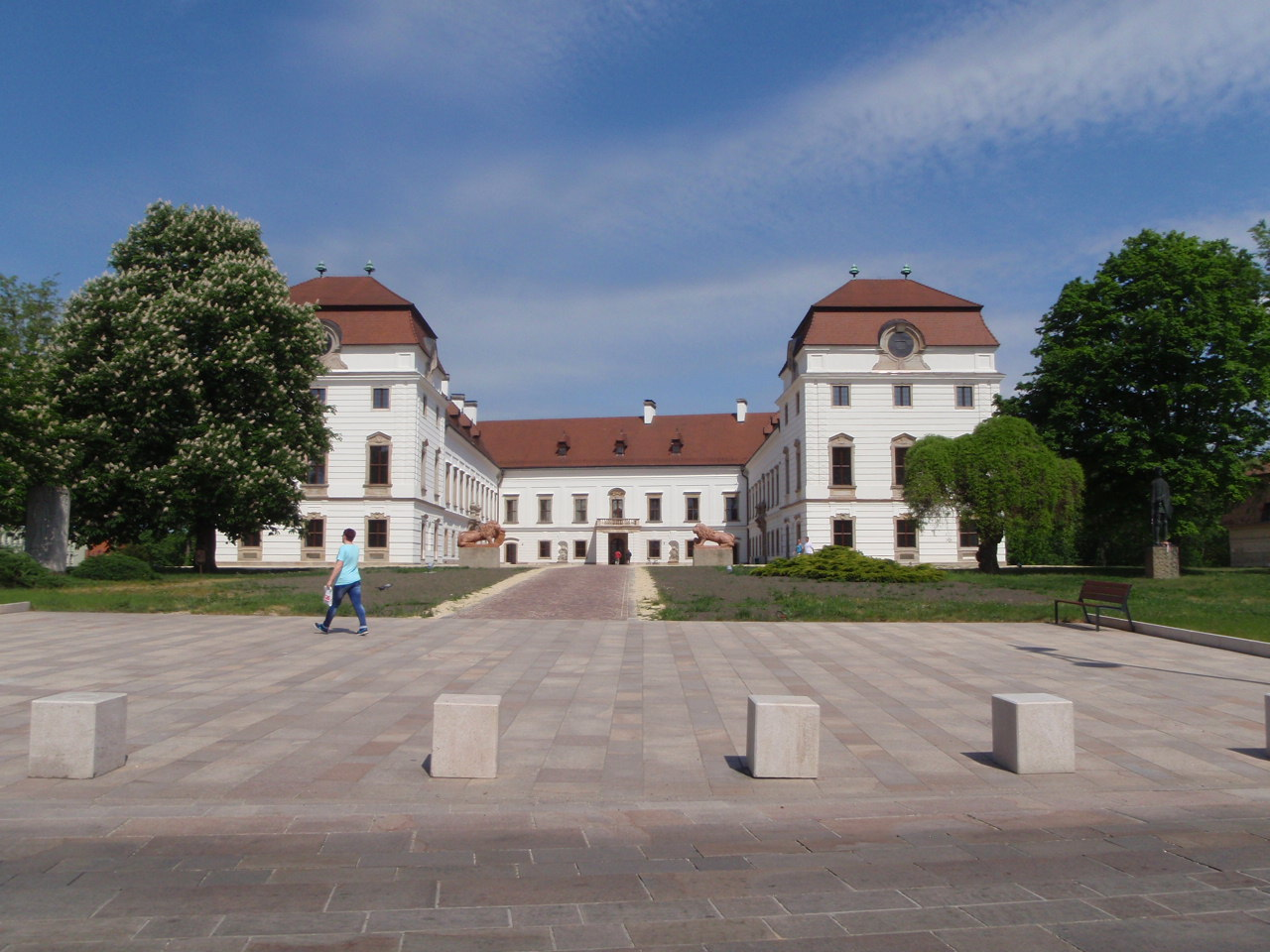
Zámek Esterházy